# Крепостной флот
Крепостной флот (англ. fortress-fleet) — термин, использующийся для описания военно-морского флота, которому в качестве основной задачи поставлена помощь береговой обороне. Поскольку такой флот постоянно находится под огневым прикрытием с берега, его корабли могут существенно уступать по качеству кораблям противника, атакующего побережье.
Английский термин был предложен в начале XX века американским военным теоретиком А. Т. Мэхэном, который охарактеризовал им одну из тенденций развития военного флота Российской империи перед русско-японской войной. С точки зрения Мэхэна чисто оборонительный крепостной флот является диаметральной противоположностью атакующего флота, который самим своим присутствием сковывает противника, даже не вступая в битву; для обозначения такого флота в течение столетий используется выражение англ. fleet in being.